# خلالة
العصية الخلية أو الخَلاَّلَةُ أو أُمُّ الخَلّ أو أسيتوباكتر (الاسم العلمي: Acetobacter) هي جنس من البكتيريا يتبع الفصيلة الخلالية من رتبة الوردانيات.

## أنواع بكتيريا الخلالة
- خلالة أندونيسية
- خلالة أونية
- خلالة باستورية
- خلالة سنغالية
- خلالة سيزيغية
- خلالة شرقية
- خلالة مدارية

## مرادفات الاسم العلمي
- Ulvina ذكرها Kutzing في 1834
- Mycoderma ذكرها Thompson في 1852
- Termobacterium ذكرها Zeidler في 1896 (وليس Lindner في 1895)
- Acetobacterium ذكرها Ludwig في 1898
- Acetimonas ذكرها Orla-Jensen في 1909